# Karel Pech

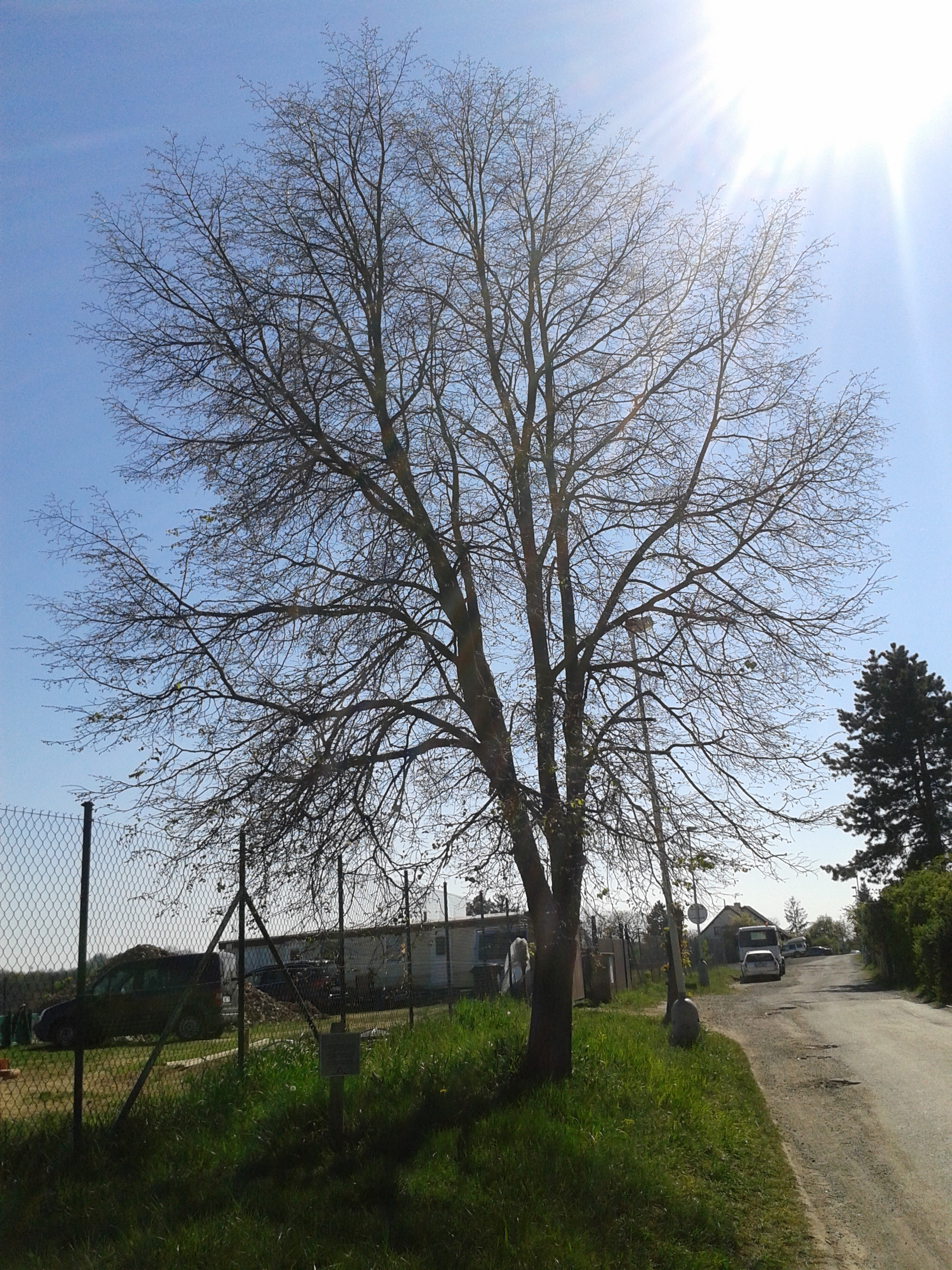
Pechova lípa s pamětní deskou v ulici Starý lis v Točné, Praha, připomínka na herce Karla Pecha

Karel Pech, vlastním jménem Antonín Pech, (18. května 1917 Praha – 14. února 2006 tamtéž) byl český herec, režisér, televizní scenárista, jazykový poradce a pedagog, televizní i rozhlasový moderátor, spisovatel, autor řady osobitých publicistických televizních pořadů, které i sám uváděl.

## Život
Na svět přišel v hostinském sálu Národního domu v Karlíně, kde jeho matka pracovala v hostinci a bydlela v podkrovním pokojíku.
V roce 1936 maturoval v Praze na reálném gymnáziu, v následujícím školním roce studoval na Anglickém ústavu v Praze (The English Institute). Roku 1936 se také krátce angažoval v Kramářově mládeži (1936).[zdroj?] Od roku 1968 pak byl členem Československé společnosti pro lidská práva, v roce 1994 založil hnutí Rozhlas není tisk.[zdroj?]
Byl to muž velmi kultivovaného a noblesního vystupování a chování, velmi dbal na dodržování gramatiky v mluveném i písemném projevu. Dvacet let přednášel na Univerzitě Karlově rozhlasové a televizní řemeslo, od roku 1995 učil veřejný projev ve své soukromé škole Démosthenés.[zdroj?]
V roce 1995 vydal esej „Adresuj!, aneb Jak se chovat před kamerou a mikrofonem“. Dne 21.8.1996 založil Společnost přátel koldokola světa (The Friends Around the World Company - FAW) s programem o pouhých devíti slovech: „Vzájemná podpora psané i mluvené češtiny; propagace české kultury.“ Pro členy FAW psal Dopis (resp. Zvukový Dopis).[zdroj?]

## Divadlo
Od roku 1937 působil nejdříve v Okružním divadle, pak v Pražském dětském divadle paní Lidy Mellanové (1937–1940) a na Kladně (1940/1941). V letech 1941–1943 hostoval v divadle Uranii, v Nezávislém divadle a v Divadle na Vinohradech. V sezóně 1943/1944 působil v Beskydském divadle, v sezóně 1945/1946 byl členem Studia Jindřicha Honzla.
V letech 1946–1948 byl členem Studia Národního divadla, od roku 1948 hostoval v pražském Národním divadle, kam byl v roce 1949 angažován a působil zde pak 20 let jako herec a příležitostně i režisér.
V roce 1964 se stal zasloužilým členem ND.[zdroj?]

## Film, rozhlas a televize
Od roku 1941 pracoval pro tehdejší Český rozhlas. Roku 1946 si poprvé vyzkoušel roli autora a režiséra v jedné osobě, když vytvářel rozhlasový seriál Nedělní beseda rozhlasových novin, který byl po únoru v roce 1948 zastaven dosazením komisaře.[zdroj?] Věnoval se především vzdělávacím seriálům a pásmům, a to jak rozhlasovým, tak filmovým – byl například režisérem cestopisných reportáží z cest Jiřího Hanzelky a Miroslava Zikmunda, ke kterým pak vytvářel průvodní slovo. V roce 1953 začal pracovat i pro rodící se Československou televizi (spolu s J. Werichem, J. Trnkou, O. Lipským a E. Klosem). Do ČST pak na vlastní žádost přešel z ND v roce 1969, kde předtím i potom natáčel pořady v uvolněném duchu.[zdroj?] Pro Československou televizi natočil několik populárně-naučných seriálů, které měly  v názvu slovo „tajemství“ (například Tajemství řeči nebo Tajemství výchovy).Tyto pořady byly u diváků velmi populární nejen díky zajímavým tématům, ale i specifické zábavné formě. Na přelomu 60. a 70. let působil Karel Pech také jako externí pedagog na Fakultě sociálních věd a publicistiky Univerzity Karlovy v Praze, kde vedl seminář pro studenty televizní specializace.V druhé polovině 60. let patřil Karel Pech mezi kritiky tehdejšího režimu, avšak po sovětské okupaci v roce 1968 se posléze přizpůsobil tzv. normalizaci. Jeho další tvorba byla tím poznamenána a již nedosahovala předchozích kvalit.
Protože byl politicky bezkonfliktní a uměl velmi dobře německy, anglicky a francouzsky, byl rozhlasem i televizí často vysílán i do zahraničí.[zdroj?] Z cesty do Japonska (1970) vznikl pořad Tajemství země Nippon, z cest do Ameriky (1975) seriál Cesty za krajany, který byl silně zcenzurován včetně většiny z 250 dvouminutových hraných scének.
Do důchodu odešel v roce 1979, v důchodu psal fejetony pro časopis Ahoj a pro Československý rozhlas. Pro brněnské studio ČSRo natočil seriál Tajemství slovenštiny. 
V roce 1990 zveřejnil 40 roků psanou samizdatovou sbírku Verše Karla ze Zásuvky. V roce 1995 natočil autorskou hru dokumentů Konec udavače (ČRo Praha), v roce 1997 autorský monotrialog o mučiteli padesátých let Čekající (ČRo Plzeň) a experimentální hru beze slov Sniper (Odstřelovač). V roce 1997 režijně upravil Goethova Fausta jako komorní tragédii, která může být hrána sedmi herci.[zdroj?]
V roce 1998 byl v pořadu TýTý uveden do pomyslné dvorany české televizní slávy.

## Výběr z tvorby
- 1963 Hugo Haas v Praze (TV dokumentární film)
- 1968 Dreyfusova aféra – průvodce pořadem
- 1968 Moje přítelkyně Šimako
- 1969 Tajemství řeči (TV seriál, 16 dílů) seriál o češtině, psaném i mluveném slovu a slušném chování s Jiřím Belčevem
- 1970 Tajemství země Nippon (TV dokumentární seriál, 18 dílů) – seriál o Japonsku s Šimako Murai
- 1974 Kufřík (TV dokumentární seriál, 7 dílů)
- 1974 Tajemství nezvířat (TV dokumentární seriál, 5 dílů) – o nesocialistickém chování
- 1969 Tajemství výchovy (TV dokumentární seriál, 12 dílů)
- Co Karel Čapek fotografoval (pro ČT Ostrava)
- Aby tělo nebolelo (pro ČT Ostrava)
- Komorní kabaret Karla Pecha (ČT Praha)

## Památka
V rámci televizního pořadu Sázíme stromy na jaře roku 1975 v Praze-Točné Karel Pech sám zasadil lípu naproti domku, kde bydlel se svou manželkou Marií. Dne 18. května 2017 (v den jeho nedožitých 100. narozenin) mu byla u této lípy odhalena pamětní deska.[zdroj?]
V 90. letech Pech přitom institut pamětních tabulí sám osobitým způsobem ironizoval – zejména tu, která na fasádě karlínského Národního domu od roku 1948 připomínala Ustavující sjezd KSČ, který zde probíhal od 14. do 16. května 1921 (tedy těsně před jeho 4. narozeninami). Když byla původní tabule na konci roku 1989 odstraněna, Pech na její původní místo umístil čistou bílou cedulku s tím, že na ni později doplní informaci o „rodném místě Karla Pecha, největšího českého fejetonisty“.